# Rhassoul
Cet article concerne l'argile smectite extraite au Maroc parfois aussi appelée Ghassoul. Pour le village Ghassoul en Algérie, voir El Ghassoul. Pour Rasūl, voir Messagers de l'islam.
 (avril 2024).
Le rhassoul, parfois aussi dénommé ghassoul, est une argile smectite riche en magnésium et en lithium qui provient du Moyen Atlas au centre du Maroc. Répertorié comme ingrédient, sa désignation INCI (International Nomenclature of Cosmetic Ingredients) est Moroccan lava clay, son nom INCI en français, ghassoul. Dispersé dans de l’eau, il forme une suspension colloïdale aux propriétés nettoyantes et dégraissantes.
Le mot rhassoul provient de l'arabe الغاسول / l-ġasul, littéralement « ce qui lave ».

## Gisement
Le rhassoul est exploité dans l'unique gisement connu au monde, le gisement de Tamdafelt, près d'El Ksabi, dans la province de Boulemane, à environ 200 km au sud de Fès, dans le J'bel Rhassoul (d'où son nom), dans la partie marocaine du massif montagneux de l’Atlas. Il s'étend sur plus de 25 000 ha en bordure-Est du Moyen Atlas. C'est une région au sol argileux et pauvre, peu propice aux cultures où la population est pauvre. Le gisement produirait environ 2 700 tonnes par an, mais ce chiffre ne provient que d'un seul inventaire, daté de 1998
Le rhassoul, de couleur beige à marron grisé, est simplement séché au soleil après son extraction en carrière. Il est vendu, directement à l'état brut sous forme de mottes de terre ou de plaquettes dites “M’siek”, ou bien finement broyé en poudre.

## Propriétés
Le rhassoul est une argile gonflante de type smectique, du grec σµηκτικός smēktikós, "apte à nettoyer" et hydrophile, du grec φῐλέω philéō, « j'aime » et ὕδωρ hýdōr, « eau ». Elle est capable d'absorber jusqu'à 1.66 fois son poids en eau. Mélangé à de l’eau jusqu’à obtenir une pâte fluide, le rhassoul présente des propriétés lavantes et dégraissantes dues à sa grande capacité d'échange cationique et de sorption élevée, mais il ne contient aucun tensioactif comme les savons. Sa teneur en oxyde d’aluminium et en oxyde de calcium est très faible.

## Commerce et usages
Cette argile smectite, parfois qualifiée de « saponifère » (étymologie : pierre de savon) en raison de ses propriétés nettoyantes comme celles de la terre à foulon, fait l'objet de nombreux usages.

### Usages traditionnels
Le rhassoul possède des propriétés dégraissantes à la base de l'appellation de savon minéral. Depuis des siècles, il est utilisé au Maroc et au Maghreb pour nettoyer et soigner la peau et les cheveux. Il sert aussi au dégraissage du suint de la laine des moutons. Traditionnellement vendu dans les souks, le rhassoul sert aux soins corporels, notamment dans les hammams. Il fait aujourd'hui partie de la panoplie des produits cosmétiques couramment utilisés dans les centres d'hydrothérapie et les spas.

### Industries
Le rhassoul entre dans la composition de produits cosmétiques et dermatologiques.

### Cosmétique / Dermatologie / Pharmacie
Le rhassoul est utilisé comme agent stabilisant, émulsifiant et humectant dans les crèmes et gels, comme abrasif doux dans les dentifrices, et comme régulateur de la viscosité des cosmétiques.
Il entre dans la composition de masques cosmétiques, de formules de gommage, de gels de douche et de savons doux, notamment contre l'acné. Vendu sous forme de préparation cosmétique, il est parfumé à l'aide de plantes, de fleurs séchées, ou d'huiles essentielles.
En raison de sa faible alcalinité (faible teneur en Ca(OH)2, prédominance de Mg(OH)2), le rhassoul entre dans la composition de certains pansements gastriques comme le Smecta.

### Chimie / Technologies environnementales
Le rhassoul ayant des propriétés adsorbantes, ce minéral permet de capturer et de fixer certaines substances indésirables. Il permet d'extraire d'une solution aqueuse, le bleu de méthylène, la rhodamine B, les chromates ou l' arsenic pentavalent,, une forme inorganique de l'arsenic extrêmement toxique, résidu des exploitations minières.
Ses propriétés font du rhassoul un agent épurateur d’eau efficace. Il entre ainsi dans la fabrication de membranes de micro- et d’ultrafiltration pour la purification de l'eau, notamment pour éliminer des pesticides et des fongicides.

### Métallurgie
Principalement constitué de stevensite (en) (Mg3Si4O10(OH)2), le rhassoul peut servir à remplacer le talc (de même composition chimique : Mg3Si4O10(OH)2), utilisé pour préparer la cordiérite (Al3Mg2AlSi5O18) entrant dans la fabrication des creusets pour l'industrie métallurgique et les prothèses dentaires.

## Histoire
L'actuel extracteur, la Société du Ghassoul et de ses dérivés Sefrioui SaRL, fait remonter l'exploitation du gisement aux XIIe et XIIIe siècles, mais les Égyptiens le mentionnent, les Romains puis par les Orientaux[Quoi ?] et Européens[pas clair] pour ses vertus régénérantes, nettoyantes, protectrices et réparatrices, elle devient un véritable rituel dans les soins de beauté traditionnels du corps et des cheveux au Moyen-Orient.  Le plus ancien document historique répertorié est quant à lui, un décret promulgué par le sultan Sidi Mohammed Ben Abdellah Ben Ismail (1715-1790) et attribuant l’exploitation des carrières aux chérifs, « nobles », de Oulad Moulay Ali, de Ksabi, vallée de la Moulouya  en date du 14 mars 1786 (13 Joumada Awwal 1200) pour l'exploitation de ce gisement, "en échange du versement au trésor public de la moitié de l'argent qu'ils percevraient de la vente du produit." Ce dahir est resté en vigueur jusqu’au 23 mai 1947, date à laquelle les chérifs ont cédé ce droit dans les mêmes conditions à une entreprise moderne, la SABA (Société des argiles Abou Adra) qui devait verser une redevance pour moitié au Trésor public et pour moitié aux chorfas. En 1954, la SABA est remplacée par la Société du Ghassoul et de ses dérivés Sefrioui SA., détenue par la famille Sefrioui. Le 6 décembre 1960 un dahir transfère le bénéfice versé aux chorfas à la commune rurale de Ksabi dans la vallée de la Moulouya.
Ainsi, jusqu'en 2014, il n'existait qu'un seul adjudicataire pour l'exploitation du gisement qui appartient au domaine privé de l’État. À cette date, le Gouvernement marocain a décidé d'élargir le droit d'exploitation de cette argile, à condition qu'elle soit préparée sur place avant d'être exportée. Toutefois, selon un rapport de 1998, cette ressource naturelle est relativement limitée. Elle représenterait l'équivalent de 20 années d’exploitation au rythme de 3 000 tonnes par an, soit 60 000 tonnes, vendues à un prix moyen de 10 000 DH (environ 908,50 €) la tonne.

## Géologie et origine
La première analyse chimique de cette argile est publiée en 1843 par le minéralogiste français Alexis Damour.
Le géologue et archéologue français Jules Barthoux décrit le gisement en 1923. Il le situe « dans une zone marneuse à gypses irrégulièrement entrecoupée de bancs de dépôts calcaires ».
L'origine (diagenèse) de ce matériau est ensuite très discutée. En 1936, le géologue français Jacques de Lapparent montre l'originalité du rhassoul marocain par rapport aux autres terres à foulon d'Afrique du Nord : celles-ci proviennent de l'altération de roches volcaniques acides (c.-à-d., riches en silice) alors qu'en haute Moulouya les rhassouls résultent de l'action de sels de magnésium sur des gels siliceux dans un milieu plus ou moins calcaire ; de ce point de vue les rhassouls sont comparables à la terre de Sommières du Gard, une smectite d'âge Oligocène supérieur. La découverte de fossiles de rongeurs par le paléontologue et géophysicien Mouloud Benammi a permis de rapporter les rhassouls marocains au Miocène moyen (Serravallien, Tortonien). Le rhassoul pourrait avoir comme origine la décomposition de la dolomite.
Cette argile a été assimilée à une stevensite (it) (smectite magnésienne) néoformée dans un bassin évaporitique à dépôts gypseux, d'origine lacustre ou évaporitique,.

## Minéralogie et composition chimique
Le rhassoul contient de nombreux éléments chimiques : magnésium, fer, zinc, phosphore, sodium, potassium, ainsi que du quartz et de la silice amorphe.
Sa composition minéralogique est notablement différente de celle d'autres argiles. Le rhassoul est une argile smectite caractérisée par une grande capacité de gonflement et une capacité d'échange cationique (CEC) élevée dont la teneur en oxyde d’aluminium et en oxyde de calcium est très faible. Le rhassoul absorbe 1,66 fois son poids d'eau. 
Le pH de l'eau en équilibre avec cette argile est neutre.
La composition chimique moyenne (en fraction massique), étudiée dès 1843 par Alexis Damour, indique les pourcentages moyens en masse d'oxydes métalliques suivants:
| Oxyde              | (% masse) |
| ------------------ | --------- |
| Composants majeurs |           |
| SiO2               | 55 – 60   |
| MgO                | 22 – 25   |
| Perte au feu (PF)  | 8         |
| Composants mineurs |           |
| Al2O3              | 3 – 4     |
| CaO                | 1 – 2     |
| Fe2O3              | 1 – 2     |
| Na2O               | —         |
| K2O                | —         |
| TiO2               | —         |

Il s'agit d'une argile magnésienne gonflante. Elle présente un taux de stevensite de lithium de 90 % ou plus. Avec un pourcentage de 20 %, l’oxyde de magnésium est largement présent dans le rhassoul, principalement constituée de stevensite (it) (Mg3Si4O10(OH)2), caractérisée par une substitution isomorphe limitée du Si(IV) par l'Al(III)), d'une smectite trioctaédrique riche en magnésium (Mg) et de quartz et dolomie du Miocène. En 2009, Benhammou et son équipe ont évalué sa surface spécifique à 133 m2/g, et sa capacité d'échange cationique (CEC) à 75 meq/100 g. Le principal cation échangeable est le Mg2+ (53 meq/100 g).